# Лего, Франсуа
Франсуа Лего (англ. François Legault; род. 26 мая 1957 года, Сент-Анн-де-Бельвю, Квебек, Канада) — канадский бизнесмен и политик, 32-й и нынешний премьер-министр Квебека с 2018 года. Лидер партии «Коалиция за будущее Квебека» с момента её основания в 2011 году. Соучредитель канадской авиакомпании Air Transat.

## Биография
Он изучал бизнес-администрирование в Бизнес-школе Монреальского университета. Он также стал дипломированным бухгалтером. Лего работал администратором в Provigo и аудитором Ernst & Young до 1984 года. В 1985 году занял должность директора по вопросам финансов и администрированию в Nationair Canada, был директором по маркетингу в Quebecair. Он стал соучредителем Air Transat в 1986 году, будучи директором по маркетингу в Quebecair. Он был генеральным директором этой компании до 1997 года. С 1995 по 1998 год Лего входил в советы директоров различных компаний.
Член Национального собрания Квебека с 1998 по 2009 год и с 2012 года. Министр образования Квебека с 1998 по 2002 год и министр здравоохранения Квебека с 2002 по 2003 год.
18 октября 2018 года был приведён к присяге в качестве премьер-министра Квебека. Также он объявил о назначении новых членов кабинета министров провинции.
В ноябре 2020 года Франсуа Лего объявил о планах правительства в борьбе с изменением климата, которые могут включать запрет с 2035 года на продажу новых автомобилей с двигателем на бензине (подержанные автомобили будут освобождены от этого требования).
На парламентских выборах 2021 года в Канаде поддержал Консервативную партию.

## Личная жизнь
Женат, имеет двоих детей.